# Włodzimierz Pietraszewicz
Włodzimierz Pietraszewicz (ur. 24 lipca 1883 w Biełgorodzie (Rosja), zm. 4 marca 1968 w Warszawie) – inżynier metalurg, pracownik Głównego Urzędu Miar, specjalista i konstruktor przyrządów oraz systemów do pomiaru parametrów gazu i gęstości, ciśnienia i natężenia przepływu.

## Życiorys

### Okres przed I wojną światową
Gimnazjum klasyczne ukończył w 1903 roku w Orenburgu. W tym samym roku rozpoczął studia w Petersburgu na Wydziale Hutniczym Instytutu Politechnicznego im. Piotra Wielkiego. Uczestnictwo w strajku politycznym w 1905 roku zmusiło go do emigracji - przeniósł się do Belgii, w której przebywał w latach 1906–1908. Wykorzystał ten czas na studia w dziedzinie chemii analitycznej i analizy górniczo-hutniczej na Wydziale Technicznym Uniwersytetu w Liège. Wróciwszy z Belgii kontynuował studia w Petersburgu i w 1913 roku, po obronie pracy dyplomowej na temat właściwości fizycznych stopów Cu-Mn (miedziowo-manganowych), uzyskał tytuł inżyniera metalurga z prawem wykładania przedmiotów chemicznych w szkołach. W tym samym roku rozpoczął pracę zawodową i na stanowiskach kierowniczych pracował do 1920 roku, przeważnie w laboratoriach chemicznych, metalograficznych i wytrzymałościowych, w wielkim przemyśle górniczo-hutniczym na Uralu i w stoczni we Władywostoku.

### Dwudziestolecie międzywojenne
W październiku 1920 roku przyjechał do Polski. Początkowo trafił na Pomorze, gdzie odnalazł Wandę Ratomską, swoją przyszłą żonę. Przez kilka lat zmieniał dość często miejsce zamieszkania i miejsce pracy, ale całą swą wiedzę i zdobyte doświadczenie oddał na użytek techniki polskiej, m.in. wykonał obliczenia oryginalnego pieca martenowskiego na gaz ziemny dla stalowni Krosno-Polanka, w okresie od lipca 1921 roku do kwietnia 1922 roku kierował, pełniąc funkcję państwowego inżyniera robót publicznych, pracami drogowymi i budowlanymi na Kresach Wschodnich w powiecie duniłowickim. Następnie, od kwietnia 1922 roku do grudnia 1924 roku, jako inżynier ruchu i zastępca dyrektora, kierował przebudową i pracami Gazowni Miejskich w Bydgoszczy i w Lublinie przeprowadzając tam reorganizację i usprawnienia na wielu odcinkach pracy. Pracę w Głównym Urzędzie Miar rozpoczął w 1923 roku w charakterze doradcy naukowego, a w grudniu 1924 roku na stałe przeniósł się do Warszawy i objął (współpracując z inż. Janem Obalskim) kierownictwo pracowni manometrycznej w Głównym Urzędzie Miar i pracowni pomiaru przepływu gazu (przy współpracy z dr. Witoldem Kasperowiczem). Opracowywał projekty przyrządów kontrolnych oraz przepisy i instrukcje legalizacyjne o sprawdzaniu gazomierzy. Należał do ludzi o gruntownej i wszechstronnej wiedzy. Swoją działalność naukowo-badawczą i zawodową stale rozwijał i wzbogacał nowymi doświadczeniami, stosując je w praktyce laboratoryjnej Głównego Urzędu Miar. Ze szczególnym zainteresowaniem śledził rozwój technik pomiarowych parametrów gazu i gęstości oraz ciśnienia i natężenia przepływu. Stale uzupełniał swą wiedzę w tej dziedzinie podejmując dodatkowe studia:
- na Politechnice Lwowskiej u profesora R. Witkiewicza przeszedł kurs pomiarów gazu ziemnego (połączony z pokazami w Borysławiu i Drohobyczu),
- w Instytucie Higieny w Warszawie – kurs techniki sanitarnej m.in. u prof. Kasprzaka (razem z Janem Obalskim),
- w Państwowym Instytucie Matematycznym – kurs na temat tensorów, teorii prawdopodobieństwa, odwzorcowania konforemnego u prof. Wróbla i prof. Sadowskiego.

Doświadczenie i wiedza zdobyte podczas jego podróży służbowych (przed 1939 rokiem) do Wiednia, Berlina, Brna, Londynu, Amsterdamu i Sztokholmu zostały wykorzystane do poprawy organizacji i wyposażenia laboratoriów Głównego Urzędu Miar.

### Okres II wojny światowej
We wrześniu 1939 roku uczestniczył w obronie Warszawy. a po kapitulacji stolicy wrócił do pracy przy ul. Elektoralnej. W uszczuplonym gronie pracowników Głównego Urzędu Miar sprawował nadzór nad gazowniami większych miast, kierując równolegle Sekcją IV w Wydziale I (Naukowo-Metrologicznym) GUM, tzn. pomiarów masy. Władysław Pietraszewicz, tak jak cały pozostały ocalały personel urzędu, skupiał się w tym czasie na zachowaniu mienia i wiedzy dotychczasowych pracowników - pomagał kompletować bibliotekę i wyposażenie laboratoriów, zabezpieczał dokumentację. Jednocześnie pomagał synowi w pracy konspiracyjnej, udostępniał swój dom na spotkania organizacji PET, na zbiórki Grup Szturmowych Szarych Szeregów, współdziałał bezpośrednio ze służbą „Moto”, dokonując rozpoznania i wynajmu garaży dla samochodów oddziału. Po śmierci syna nie przerywał kontaktu, a wręcz odwrotnie umożliwiał nadal korzystanie z mieszkania i zabezpieczał odbywające się zbiórki i spotkania.
Po Powstaniu Warszawskim, wysiedlony w październiku 1944 roku do Krakowa, po kilkumiesięcznej pracy (do lutego 1945 roku) w spółdzielni „Spólnota”, zgłosił się do Okręgowego Urzędu Miar w Krakowie.

### Okres powojenny
Od sierpnia 1945 roku wrócił do pracy w centrali, w tymczasowej siedzibie w Bytomiu, a w sierpniu 1947 roku został przeniesiony do ekspozytury Głównego Urzędu Miar w Warszawie, gdzie odbudowywał zniszczone i organizował nowe laboratoria, piastując stanowiska naukowe i kierownicze. Od 1959 roku pracował na pół etatu jako pracownik inżynieryjno-techniczny, a od 1962 roku, po przejściu na emeryturę aż do śmierci, jako metrolog w laboratorium Pomiarów Przepływu Gazu. Jako wybitny specjalista w latach 1947–1950 był doradcą naukowym i technicznym w Centralnym Biurze Studiów i Konstrukcji „CEBESKO”, w sprawach związanych z konstrukcją i produkcją gazomierzy. W całym okresie swojej pracy w Głównym Urzędzie Miar opracował wiele usprawnień i wynalazków, m.in. adaptację preparatów winylowych do wyrobu miechów gazomierzy, przyrząd do ekonomicznego pomiaru natężenia przepływu, kalorymetr sumujący zużycie ciepła w kaloryferach, przyrząd do pomiaru gęstości gazu, zwężkę stożkową z rurą cylindryczną i inne przyrządy. Wdrożył też różne drobne udoskonalenia i pomysły racjonalizatorskie. Największym jednak jego osiągnięciem było zaprojektowanie i instalacja w Głównym Urzędzie Miar wielkiego dzwonowego zbiornika gazu o pojemności 80 m³ z samoczynną kompensacją straty ciśnienia w miarę zanurzenia. Konstrukcją tego urządzenia interesowali się w latach 1959–1965 specjaliści z zagranicy, oceniając je bardzo wysoko. Niektóre laboratoria Głównego Urzędu Miar jemu właśnie zawdzięczają powojenną odbudowę, modernizację i wysoki poziom techniki pomiarowej. Współpracował przy odbudowie przemysłu krajowego produkującego wodomierze i gazomierze, wprowadzając i tam wiele usprawnień. Był dobrym pedagogiem, szkolił personel techniczny terenowej służby miar, wykładał na kursach Naczelnej Organizacji Technicznej organizowanych dla pracowników przemysłu z dziedziny: budowy pomp, pomiarów ciśnienia oraz natężeń przepływu. Na początku lat 50. XX w. przechodził procedurę przyznania stopnia naukowego docenta, jednak wniosek ten został odrzucony.
Należał do Stowarzyszenia Inżynierów i Techników Mechaników Polskich, koła seniorów SIMP, Towarzystwa Naukowego Organizacji i Kierownictwa; był członkiem Komisji Polskiego Komitetu Normalizacyjnego i wielu innych instytucji naukowo-technicznych, brał udział w konferencjach naukowych krajowych i zagranicznych.
Zmarł 4 marca 1968 roku. Pochowany na cmentarzu Powązkowskim w Warszawie wraz z żoną (kwatera R-6-28,29).

## Ordery i odznaczenia
- Krzyż Kawalerski Orderu Odrodzenia Polski
- Złoty Krzyż Zasługi (9 listopada 1931)[7]
- Srebrny Krzyż Zasługi

## Rodzina
Miał dwie żony - z pierwszą poznaną na Syberii, o nieznanych personaliach, miał dwóch synów (ich losy nie są znane), z drugą - Wandą z d. Ratomską (1899–1998) wziął ślub ok. 1921 roku i miał dwoje dzieci: syna Bronisława, ps. Lot (1922–1944), dowódcę zamachu na Franza Kutscherę w Warszawie w dniu 1 lutego 1944 r. i córkę Helenę (1923–1983), po mężu Dubiczyńską, ps. Wrona, łączniczkę Batalionu AK "Parasol", a po wojnie magister sztuki, kierowniczkę pracowni konserwacji tkanin w Pałacu w Wilanowie.

## Publikacje
Był autorem wielu prac publikowanych w czasopismach naukowych i branżowych (przed 1939 r. i po wojnie), m. in:
- Pietraszewicz W., Na marginesie krakowskich badań gazomierzy, [w:] Gaz i woda 1932, nr 3, s.49–51.
- Pietraszewicz W., Perspektywy wykorzystania dysz i kryz ISA 1932 (DIN 1932) w obrocie publicznym [w:] Przemysł naftowy 1933, z. 10, 294–296.
- Pietraszewicz W., Co myśleć o kiłopondzie [w:] Horyzonty Techniki 1950, nr 1, s. 7–10.
- Pietraszewicz W., Zbiornik mierniczy do pomiaru dużych przepływów gazu [w:] Pomiary Automatyka Kontrola 1959, nr 8, s. 358–359.
- Pietraszewicz W., Współpraca techniczno-naukowa z zagranicą [w:] Pomiary Automatyka Kontrola 1959, nr 8, s. 340.

współautorem podręcznika dla technikum (pt. Manometry, Warszawa : Państwowe Wydawnictwa Techniczne, 1957), poradnika dla użytkowników narzędzi mierniczych oraz innych wydawnictw zwartych.
Oprócz tego ma na swoim koncie opracowanie 28 haseł do encyklopedii PWN oraz  wiele recenzji prac naukowych i przekładów technicznych.